# Julián Gállego
Pour les articles homonymes, voir Gallego et Serrano.
Julián Gállego Serrano (Saragosse, 7 janvier 1919 - Madrid, 21 mai 2006) est un intellectuel et historien de l'art espagnol. Expert sur la vie et l’œuvre de Diego Velázquez et Pablo Picasso, il est considéré à sa mort comme une autorité dans l’étude de ces deux personnalités. Jonathan Brown affirme à propos de son livre Velázquez (Anthropos, 1983) que « la courte œuvre de Julián Gállego (1983) propose une vigoureuse interprétation de l’artiste et est la meilleure étude générale qui soit aujourd’hui disponible en espagnol ».

## Biographie
Originaire de la capitale d’Aragon, Julián Gállego Serrano développa un goût pour les lois qui le mène à étudier le droit. Il découvrit cependant très tôt que sa vocation allait vers l’étude des arts. Il voyagea à Paris où il suivit les cours à la Sorbonne et obtint le titre de docteur en histoire de l’art, et où il enseigna.
De retour en Espagne, il continua comme professeur à l’Université complutense de Madrid, qu’il occupa jusqu’en 1986. En 1969, il fut chargé par le Metropolitan Museum of Art de New-York d’une présentation sur l’œuvre et la vie de Velázquez. Il écrivit cette même année l’un de ses premiers articles de journalisme pour la revue Goya.
Il connut à Paris Pablo Picasso sur qui il écrivit plusieurs textes et analysa la production artistique.
Une maladie le paralysa en 1996, il mourut à Madrid dix ans plus tard. À sa mort, la Fondation des amis du musée du Prado lui rendit hommage en mémoire en sa qualité d’historien des arts.

## Distinctions
Julián Gállego fut, en plus d’historien, un écrivain. Il reçut à ce titre le prix Amparo Balaguer pour Phèdre (théâtre). Quelques années plus tard, en 1965, il reçut le prix Leopoldo Alas pour Apocryphes espagnols.
En 1987 il fut admis comme membre émérite de l’Académie royale des beaux-arts de San Fernando à Madrid, fut récompensé en 1999 de la Médaille d'or du mérite des beaux-arts par le Ministère de l'Éducation, de la Culture et des Sports et reçut un hommage comme membre du conseil scientifique du Prado en 2003 pour son travail comme historien de l’art.

## Publications
- Guansé, éditions Pierre Cailler, Genève, 1965.
- Visión y símbolos en la pintura española del Siglo de Oro, 1972
- Velázquez en Sevilla, 1974
- En torno a Goya, 1978
- Autorretratos de Goya, 1978
- Felipe IV, pintor, 1979
- Las majas de Goya, 1981
- Diego Velázquez, 1983
- Notas sobre el libro ilustrado a finales del siglo XIX, 1984
- Vida cortesana, 1988
- La realidad trascendida y otros estudios sobre Velázquez, Centro de Estudios Europea-Hispánica, 2011
- El Pintor: De Artesano A Artista, éd. Diputación Provincial de Granada, 1996
- Vision y símbolos en la pintura española del Siglo de oro, Cátedra, 1987

### Liens  externes
- Ressource relative à la recherche :   - Persée
- Notices dans des dictionnaires ou encyclopédies généralistes :   - Diccionario Biográfico Español
  - Gran Enciclopedia Aragonesa
  - Gran Enciclopèdia Catalana
- Notices d'autorité :   - VIAF
  - ISNI
  - BnF (données)
  - IdRef
  - LCCN
  - GND
  - CiNii
  - Espagne
  - Pays-Bas
  - Pologne
  - Israël
  - NUKAT
  - Catalogne
  - Norvège
  - Croatie
  - Tchéquie
  - Portugal
  - Lettonie
  - WorldCat
- (es) «Julián Gállego, un maestro en la crítica de arte»
- (es) «Muere el académico de Bellas Artes Julián Gállego»
- (es) «Julián Gállego, hombre de espléndida cultura y viajero incansable»
- (es) Œuvres de Julián Gállego sur Dialnet